# Litmanová
Litmanová (in ungherese Hársád, in tedesco Littmannsau) è un comune della Slovacchia facente parte del distretto di Stará Ľubovňa, nella regione di Prešov.